# High Coniscliffe
High Coniscliffe is een civil parish in het bestuurlijke gebied Darlington, in het Engelse graafschap Durham.

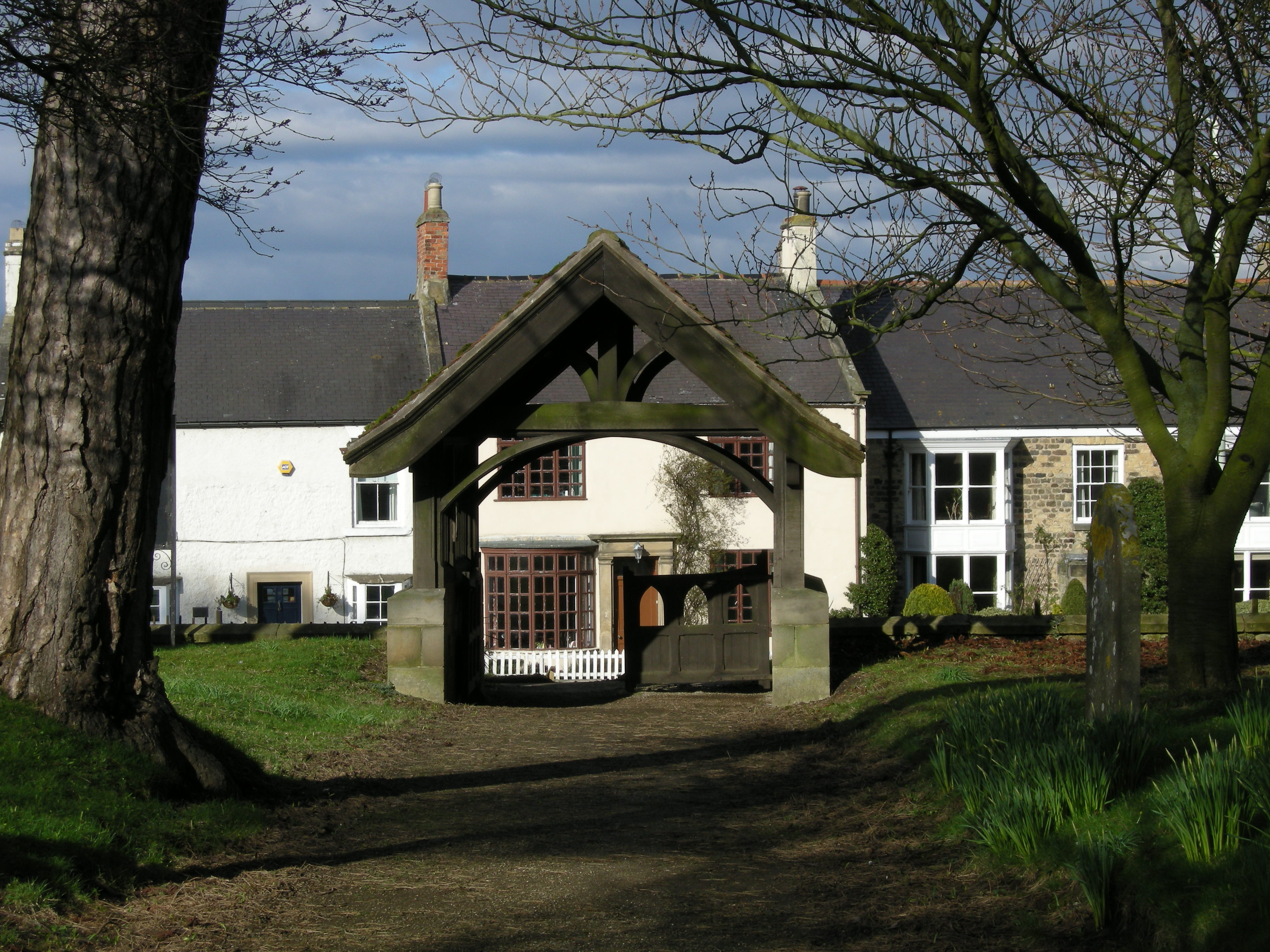
Poort voor de kerk van St Edwin
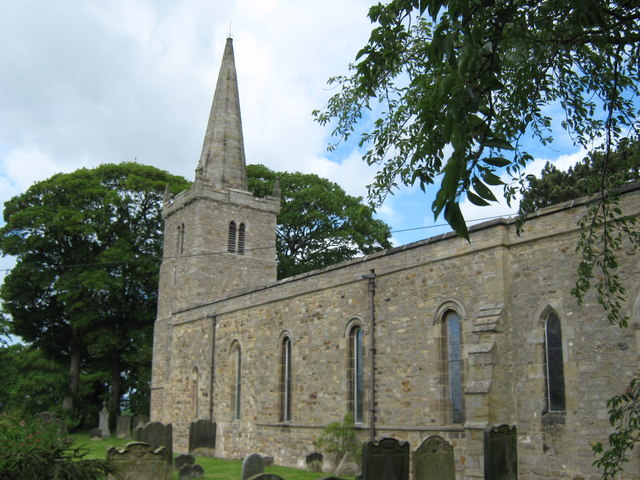
Kerk van St Edwin
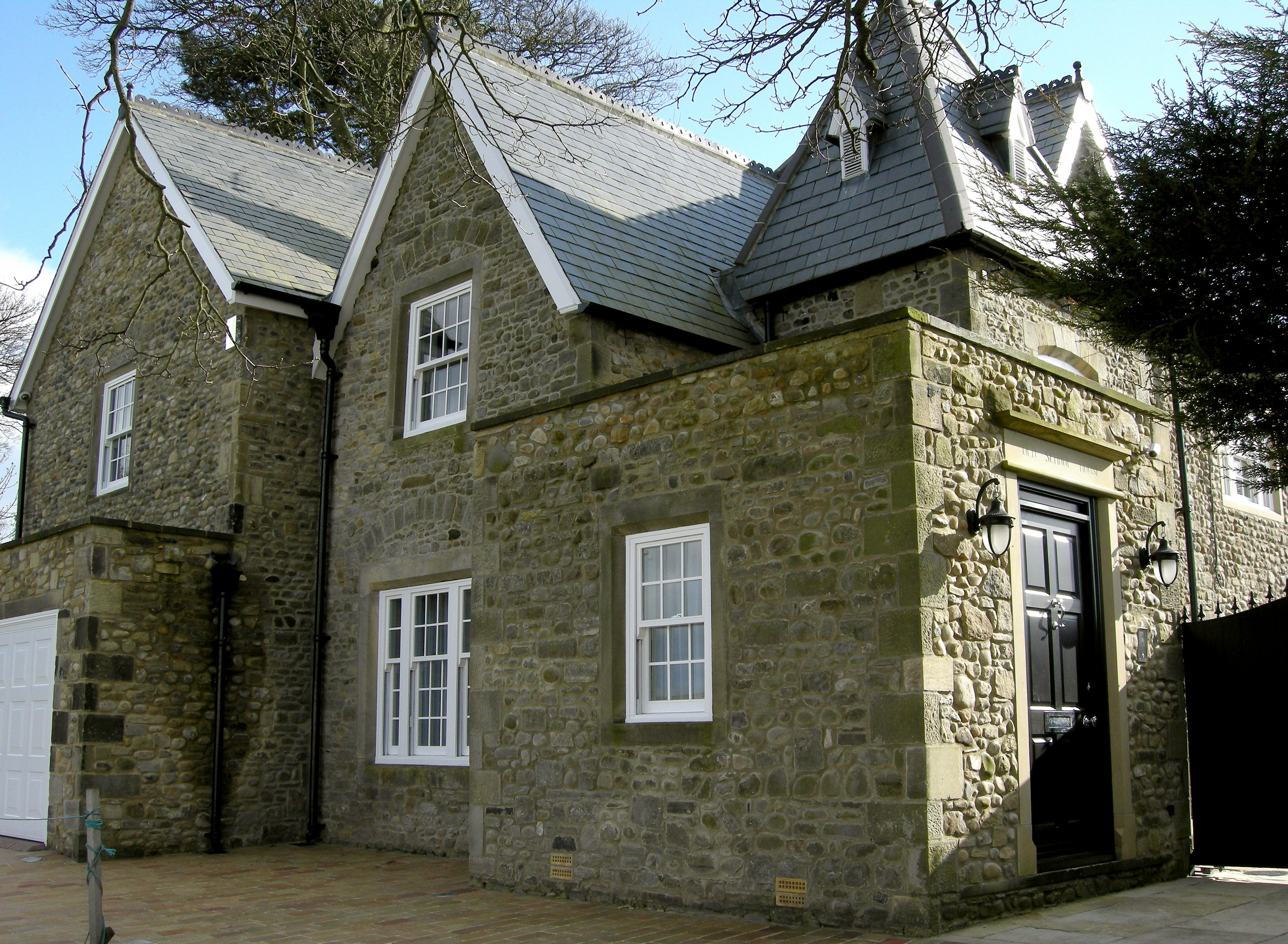
Church Hall, voormalig schoolgebouw
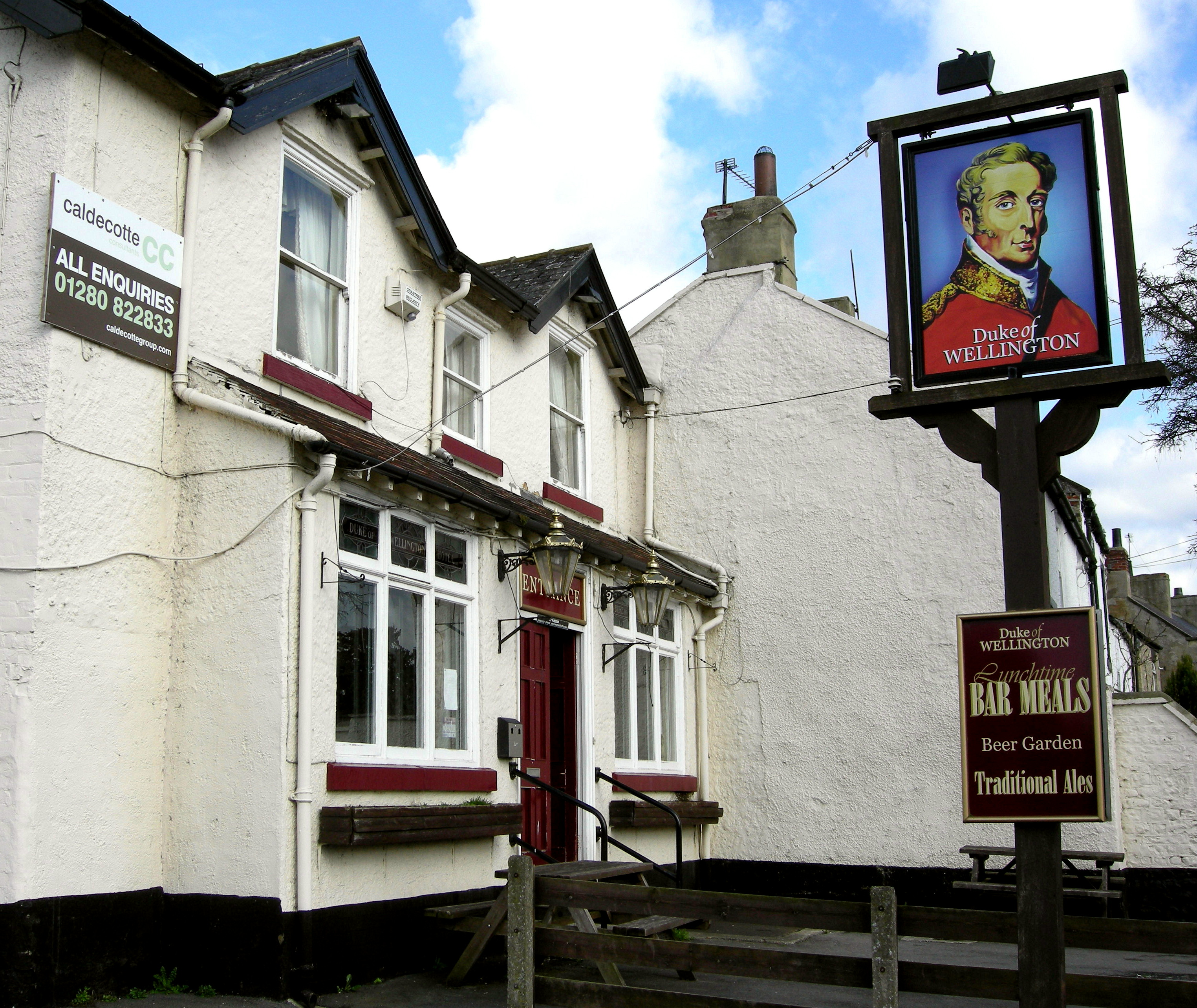
Duke of Wellingtonpub